# Aname camara
Espèce
Aname camara est une espèce d'araignées mygalomorphes de la famille des Anamidae.

## Distribution
Cette espèce est endémique du Queensland en Australie. Elle se rencontre vers Aramac et Stonehenge.

## Description
La carapace du mâle holotype mesure 6,56 mm de long sur 5,38 mm et l'abdomen 7,19 mm de long sur 4,38 mm et la carapace de la femelle paratype mesure 5,94 mm de long sur 4,50 mm et l'abdomen 8,13 mm de long sur 5,00 mm.
Le mâles décrits par Wilson, Harvey, Simmons et Rix en 2025 mesurent 15,83 et 17,93 mm et la femelle 23,43 mm.

## Systématique et taxinomie
Cette espèce a été décrite par Raven en 1985.

## Publication originale
- Raven, 1985 : « A revision of the Aname pallida species-group in northern Australia. » Australian Journal of Zoology, vol. 33, no 3, p. 377-409.